# Balao-Klasse
Die Balao-Klasse war eine Klasse von Diesel-U-Booten der United States Navy aus dem Zweiten Weltkrieg. Mit 122 (andere Quellen nennen 128) gebauten Booten zwischen 1942 und 1945 ist sie bis heute die größte Klasse von U-Booten der US-Marine. Im Verlauf des Zweiten Weltkrieges gingen elf Boote dieser Klasse durch Feindeinwirkung oder aus unbekannten Gründen verloren. Neun Einheiten dieses Typs sind als Museumsschiffe erhalten und zwei davon – die Becuna und die Lionfish – wurden als National Historic Landmark in das National Register of Historic Places eingetragen.

## Geschichte
Die Boote der Balao-Klasse wurden aus der Gato-Klasse weiterentwickelt, wobei besonderer Wert auf eine größere Tauchtiefe gelegt wurde. 1942 erging der Bauauftrag für die ersten der ursprünglich geplanten 256 U-Boote, Bauwerften waren Portsmouth Navy Yard, Manitowoc, Electric Boat, Mare Island Navy Yard und Cramp Shipbuilding. Es wurden bis Kriegsende 122 U-Boote fertiggestellt, die Bestellungen für zehn weitere wurden gestrichen. Die übrigen georderten Boote wurden der Tench-Klasse zugeteilt, die als Weiterentwicklung der Balao-Klasse ab 1943 gebaut wurden. Das Typschiff der Klasse, die Balao, wurde im Juni 1942 auf Kiel gelegt, lief im Oktober des Jahres vom Stapel und wurde am 4. Februar 1943 als erstes Boot der Klasse in Dienst gestellt.
Fast alle Boote dieser Klasse kamen auf dem pazifischen Kriegsschauplatz zum Einsatz und trugen zusammen mit den Booten der Gato-Klasse die Hauptlast des US-amerikanischen U-Boot-Krieges gegen Japan. Den U-Booten gelangen hierbei große Erfolge, so versenkten US-U-Boote alleine 1944 2.451.914 BRT japanischen Handelsschiffsraum. Bis Kriegsende 1945 beliefen sich die japanischen Verluste durch U-Boot-Angriffe auf rund 4.860.000 BRT (etwa 56 Prozent aller japanischen Handelsschiffsraumverluste im gesamten Krieg). In den letzten beiden Kriegsjahren operierten die Boote der Balao-Klasse auch in U-Boot-Rudeln, ähnlich wie die deutschen U-Boote in der Atlantikschlacht. Das mit 33 Schiffsversenkungen erfolgreichste amerikanische U-Boot des Zweiten Weltkrieges, die USS Tang, gehörte dieser Klasse an. Ein Boot dieses Typs, die USS Archerfish, zeichnete verantwortlich für den Untergang des japanischen Flugzeugträgers Shinano, des größten von einem U-Boot versenkten Kriegsschiffes. Insgesamt elf Boote dieser Klasse gingen im Verlauf des Krieges verloren.
Das letzte Boot der Klasse war die Tiru, deren Bau zu Kriegsende eingestellt wurde. Das unfertige Boot wurde dann im Greater Underwater Propulsion Power Program (GUPPY) umgebaut und in einer moderneren Konfiguration 1948 in Dienst gestellt. 51 weitere Boote der Klasse wurden nach dem Krieg ebenfalls im GUPPY-Programm modernisiert. Zum Teil wurden die U-Boote zu Lenkflugkörperträgern umgerüstet. Ein Boot, die Burrfish, wurde 1949 im Rahmen des Programms Migraine I zum Radarvorpostenunterseeboot umgerüstet.
Die U-Boote der Balao-Klasse wurden zu Kriegsende zum größten Teil stillgelegt, teilweise aber Ende der 1940er Jahre wieder reaktiviert, um dann bis in die 1960er Jahre im Einsatz zu bleiben. Die modernisierten Boote blieben zum Teil bis in die 1970er Jahre in Dienst. Etliche Boote wurden an die Marinen befreundeter Nationen abgegeben. Boote dieser Klasse nahmen noch 1982 auf argentinischer Seite am Falklandkrieg teil.

## Technik

### Antrieb und Rumpf
Der Rumpf der Balaos war maximal 95,33 Meter lang, die Länge in der Wasserlinie betrug 93,6 Meter. Bei einer Breite von 8,3 Metern und einem Tiefgang von 4,6 Metern verdrängten die Boote aufgetaucht 1526 ts, getaucht betrug die Verdrängung 2424 ts. Der Druckkörper wurde aus hochfestem Stahl mit einer Dicke von 2,2 Zentimetern gefertigt und war damit etwa einen halben Zentimeter stärker als der Druckkörper der Vorgängerklasse. Die maximale zugelassene Tauchtiefe betrug 450 ft (knapp 140 m). Indessen jedoch wurden bei Testversuchen mit der USS Tang auch Tauchtiefen von bis zu 187 m erreicht.
Der Antrieb erfolgte über zwei Propellerwellen. Über wie unter Wasser erfolgte der Antrieb durch vier Elektromotoren von General Electric oder Elliott Company mit insgesamt 2740 PS (zwei pro Welle). Die Energie wurde aus zwei 126-zelligen Akkumulatoren von Exide bezogen, die bis zu 48 Stunden lang Energie liefern konnten. Die Höchstgeschwindigkeit unter Wasser betrug 8,75 Knoten. Bei Überwasserfahrt lieferten vier Dieselmotoren, entweder 16-Zylinder-Maschinen von General Motors oder 10-Zylinder-Motoren von Fairbanks-Morse, die an Generatoren gekuppelt waren, eine Leistung von je 1350 PS. Damit wurden die Batterien aufgeladen und es konnte eine Geschwindigkeit von 20,25 Knoten (37,5 km/h) erreicht werden. Die Bunker fassten insgesamt 440 Kubikmeter Dieselkraftstoff, womit eine maximale Reichweite von 11.000 Seemeilen und eine maximale Einsatzdauer von 75 Tagen möglich war.

### Bewaffnung und Elektronik

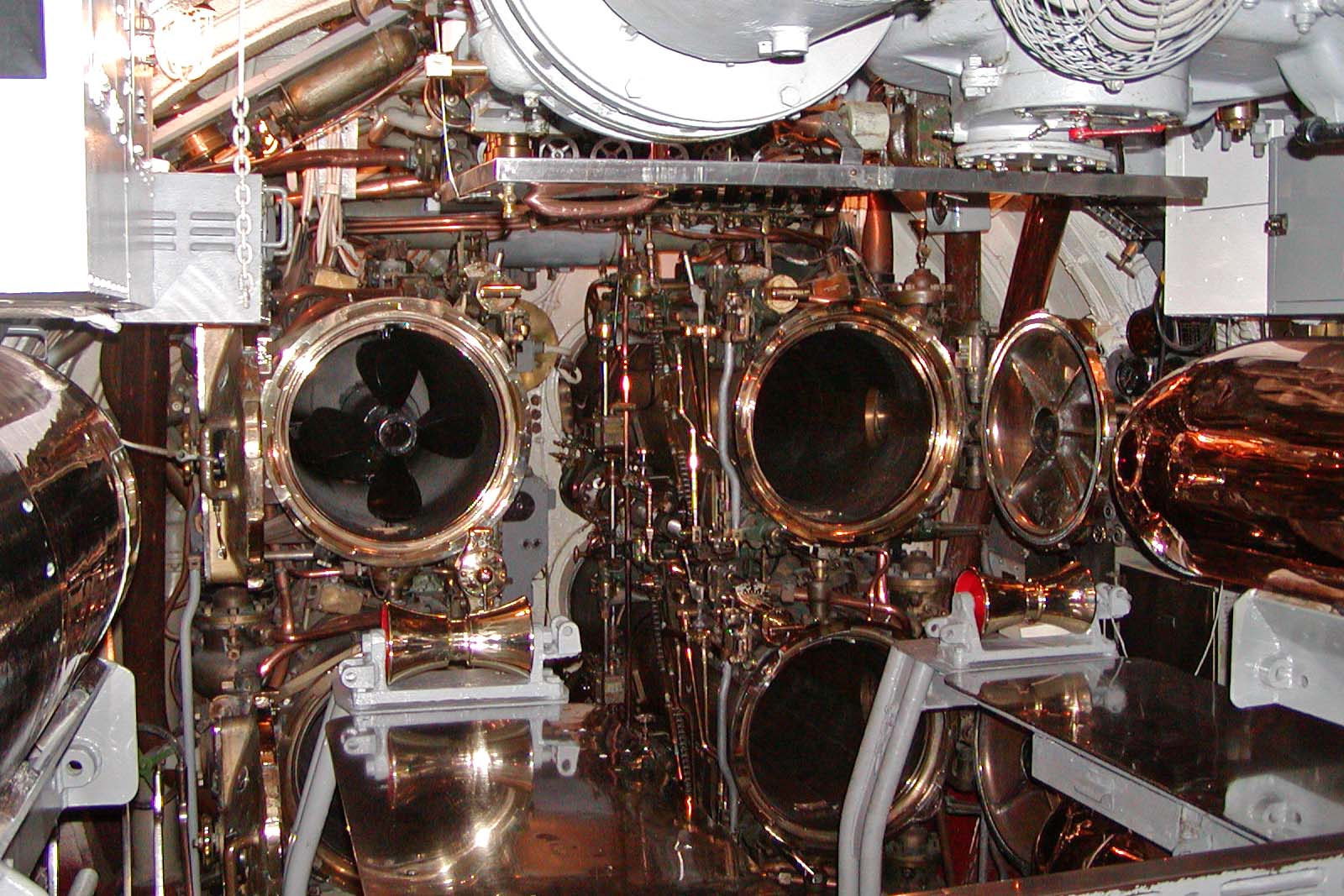
Blick auf die Torpedorohre der Bowfin, heute Museumsschiff

Die Hauptbewaffnung der U-Boote waren zehn 533-mm-Torpedorohre, von denen sechs im Bug und vier im Heck untergebracht waren. 24 Torpedos fanden an Bord Platz. Optional konnten auch bis zu 40 Seeminen mitgeführt werden. Die Deckgeschützbewaffnung war teils uneinheitlich. Vor dem Turm befand sich ursprünglich normalerweise ein 10,2-cm-Geschütz, dieses wurde später testweise durch ein stärkeres 12,7-cm-Geschütz ersetzt, welches sich aber infolge des relativ hohen Gewichtes der Granate und wegen des langen Rohres (L/51) nicht sonderlich bewährte. In der Folge fand auch ein kürzeres 12,7-cm-Geschütz L/25 auf einigen Booten Verwendung. Die Flugabwehrbewaffnung setzte sich zunächst aus zwei 20-mm-Kanonen des Typs Oerlikon und zwei leichten 7,62-mm-Maschinengewehren zusammen. Im späteren Verlauf des Krieges wurden die 20-mm-Geschütze zumeist durch 40-mm-Bofors-Kanonen (je eine Einzellafette vor und achtern des Kommandoturmes) und zwei schwere 12,7-mm-Maschinengewehre ersetzt. Allerdings war auch die Flugabwehrbewaffnung nicht einheitlich und die Ausstattung konnte von Boot zu Boot variieren.
Zur Ortung feindlicher Schiffe verfügten die U-Boote der Klasse über ein JK/QC- und ein QB-Sonar unter dem Bug, an Deck waren JP-Hydrophone installiert. Am ausfahrbaren Elektronikmast war ein SD-Radar mit 20 Seemeilen Aufklärungsreichweite zur Ortung feindlicher Flugzeuge angebracht, zusätzlich verfügten die Balaos über ein SJ-Oberflächensuchradar mit etwa 12 Seemeilen Reichweite. Im getauchten Zustand konnte über das am Periskop angebrachte ST-Radar mit 8 Seemeilen Reichweite ebenfalls eine Ortung feindlicher Schiffe erfolgen.

## Film
- In der aus dem Jahr 1959 stammenden Komödie Unternehmen Petticoat, die das teils chaotische Geschehen an der Pazifikfront Ende 1941 bis Anfang 1942 parodiert, nimmt das fiktive Unterseeboot USS Sea Tiger die Hauptrolle ein. Der Film wurde mit insgesamt drei U-Booten der Balao-Klasse gedreht, darunter auch der USS Balao selbst.
- In der Verfilmung des Romans Eisstation Zebra (1968) wurde das Film-U-Boot USS Tigerfish (SSN-509) bei Überwasseraufnahmen durch die USS Ronquil (SS-396) der Balao-Klasse dargestellt.
- Der Film Mission: Rohr frei! (1996) wurde mit der USS Pampanito (SS-383), einem im Hafen von San Francisco liegenden Museumsschiff der Balao-Klasse gedreht.[9]